# Heksenmelk (plant)
Heksenmelk (Euphorbia esula) is een overblijvend kruid uit de wolfsmelkfamilie (Euphorbiaceae). De plant komt in heel Europa en grote stukken van Azië voor, vooral in laaggelegen gebieden. In de Verenigde Staten wordt heksenmelk, dat door Europeanen op de prairies werd geïntroduceerd, ervaren als een plaag.
Heksenmelk heeft een stevige, vertakte wortelstok waaraan diverse stengeltjes met langwerpige bladeren verschijnen. Hij kan een hoogte bereiken van 30 tot 60 cm. De smal-lancetvormige bladeren zijn 3–8 mm breed en 30–60 mm lang.
De bloeitijd strekt zich uit van mei tot eind augustus. De planten hebben een bloeiwijze, cyathium genaamd, schijnbloemen die omgeven zijn door geelgroene schutbladen (involucrum). Een cyathium bestaat uit een kopvormige bodem, gevormd door twee kelkbladen. Daarbinnen bevindt zich één vrouwelijke bloem, omringd door meerdere mannelijke bloemen die gereduceerd zijn tot één meeldraad. Een aantal honingklieren omgeeft dit geheel.
De vruchten zijn groene, gladde, openspringende, driekluizige kluisvruchten met één zaad per kluis.

## Plantengemeenschap
Heksenmelk is een indicatorsoort voor het mesofiel hooiland (hu) subtype 'Droge stroomdalgraslanden', een karteringseenheid in de Biologische Waarderingskaart (BWK) van Vlaanderen en het Brussels Hoofdstedelijk Gewest.